# Семеновська Ганна Галактіонівна
Ганна Галактіонівна Семеновська (28 липня 1926 — 26 серпня 2012) — передовик радянського сільського господарства, доярка племінного заводу «Любомирівка» Верхньодніпровського району Дніпропетровської області, Герой Соціалістичної Праці (1966).

## Біографія
Народилася в 1926 році в селі Веселі Божедари, нині Криничанського району Дніпропетровської області в сім'ї селянина, майстра ковальської справи. Закінчила 4 класи школи. 
Працевлаштувалася в місцевий колгосп у 1939 році в польову бригаду. Під час Другої світової війни перебувала на окупованій території. Після визволення знову стала працювати в місцевому колгоспі. У 1947 році з фронту повернувся батько, якого запросили в сусіднє село Соколівка працювати ковалем. Уся сім'я переїхала на нове місце проживання. Ганна стала працювати в овочівницькій бригаді, вирощувала кормові буряки. 
У 1950 році перейшла працювати на ферму дояркою. Ініціювала рух за високі надої. У 1965 році досягла високих показників, від кожної корови в середньому 4422 літри молока. 
Указом Президії Верховної Ради СРСР від 22 березня 1966 року за отримання високих показників у сільському господарстві і рекордні надої молока Ганні Галактіонівні Семеновській присвоєно звання Героя Соціалістичної Праці з врученням ордена Леніна і медалі «Серп і Молот». 
Продовжувала трудитися в колгоспі до виходу на заслужений відпочинок.
Проживала у селі Соколівка. Померла 26 серпня 2012 року, похована на сільському кладовищі. 

## Нагороди
- золота зірка «Серп і Молот» (22.03.1966)
- орден Леніна (22.03.1966)
- інші медалі.